# Shadow Zone
Shadow Zone je treći studijski album američkog metal sastava Static-X, objavljen 7. listopada 2003.
To je ujedno i njihov prvi album snimljen s gitaristom Trippom Eisenom. Album su producirali Josh Abraham i Tom Whalley. Uz njega je bio dostupan i DVD X-Posed, na kojem se nalazi kratka povijest sastava, snimanja uživo, i drugo. Singlovi objavljeni s albuma su "The Only" i "So".

## Popis pjesama
| 1.    | »Destroy All«                                                                     | 2:18 |
| 2.    | »Control It«                                                                      | 3:05 |
| 3.    | »New Pain«                                                                        | 2:57 |
| 4.    | »Shadow Zone«                                                                     | 3:05 |
| 5.    | »Dead World«                                                                      | 2:47 |
| 6.    | »Monster«                                                                         | 2:14 |
| 7.    | »The Only«                                                                        | 2:51 |
| 8.    | »Kill Your Idols«                                                                 | 4:00 |
| 9.    | »All In Wait«                                                                     | 4:01 |
| 10.   | »Otsegolectric«                                                                   | 2:39 |
| 11.   | »So«                                                                              | 3:40 |
| 12.   | »Transmission«                                                                    | 1:38 |
| 13.   | »Invincible«                                                                      | 4:05 |
| 14.   | »Gimme Gimme Shock Treatment« (samo na japanskom izdanju, obrada pjesme Ramonesa) | 2:03 |
| 39:26 |                                                                                   |      |

## Top liste

### Singlovi
| Godina | Singl      | Top lista              | Pozicija |
| ------ | ---------- | ---------------------- | -------- |
| 2003.  | "The Only" | Mainstream Rock Tracks | 22.      |
| 2003.  | "So"       | Mainstream Rock Tracks | 37.      |

## Produkcija
- Static-X

- Wayne Static — vokal, gitara, klavijature, programiranje
- Tony Campos - bas-gitara, prateći vokal
- Nick Oshiro - bubnjevi
- Trip Eissen - gitara
- Koichi Fukuda - autor glazbe